# Zahlentheorie
Die Zahlentheorie ist ein Teilgebiet der Mathematik, das sich mit den Eigenschaften von Zahlen und  Zahlbereichen beschäftigt. Teilgebiete sind beispielsweise die elementare oder arithmetische Zahlentheorie – eine Verallgemeinerung der Arithmetik –, die Lehre von den Diophantischen Gleichungen, die analytische Zahlentheorie und die algebraische Zahlentheorie.

## Teilgebiete
Die verschiedenen Teilgebiete der Zahlentheorie werden nicht zuletzt nach den Methoden unterschieden, mit denen zahlentheoretische Fragestellungen bearbeitet werden.

### Elementare oder arithmetische Zahlentheorie
Von der Antike bis in das 16. Jahrhundert behauptete sich die Zahlentheorie als grundständige Disziplin und kam ohne andere mathematische Teilgebiete aus. Ihre einzigen Hilfsmittel waren die Eigenschaften der ganzen Zahlen, insbesondere Primfaktorzerlegung (Fundamentalsatz der Arithmetik), Teilbarkeit und das Rechnen mit Kongruenzen. Eine solche reine Herangehensweise wird auch als elementare Zahlentheorie bezeichnet. Wichtige Resultate, die sich mit Hilfe elementarer Methoden erzielen lassen, sind der Euklidische Algorithmus, der Chinesische Restsatz, der Satz von Wilson sowie der kleine Satz von Fermat und dessen Verallgemeinerung, der Satz von Euler.
Auch heute noch wird in einzelnen Fragen zu Teilbarkeit, Kongruenzen und Ähnlichem mit elementaren zahlentheoretischen Methoden geforscht. Ebenso wird versucht, Beweise zur Zahlentheorie, die sich weitergehender Methoden bedienen, in elementare Begriffe zu „übersetzen“, woraus sich neue Erkenntnisse ergeben können. Ein Beispiel ist die elementare Betrachtung zahlentheoretischer Funktionen wie der Möbiusfunktion und der Eulerschen Phi-Funktion.

### Analytische Zahlentheorie
Als Erster wurde Euler darauf aufmerksam, dass man Methoden der Analysis und Funktionentheorie benutzen kann, um zahlentheoretische Fragestellungen zu lösen. Eine solche Herangehensweise bezeichnet man als analytische Zahlentheorie. Wichtige Probleme, die mit analytischen Methoden gelöst wurden, betreffen meist statistische Fragen nach der Verteilung von Primzahlen und deren Asymptotik. Dazu gehören zum Beispiel der von Gauß vermutete, aber erst Ende des 19. Jahrhunderts bewiesene Primzahlsatz und der dirichletsche Satz über Primzahlen in arithmetischen Progressionen. Daneben dienen analytische Methoden auch dazu, die Transzendenz von Zahlen wie der Kreiszahl {\displaystyle \pi } oder der Eulerschen Zahl {\displaystyle e} nachzuweisen, also dass diese Zahlen nicht Nullstellen eines Polynoms mit ganzzahligen Koeffizienten sein können. Im Zusammenhang mit dem Primzahlsatz wurde erstmals die Riemannsche Zeta-Funktion untersucht, die heute zusammen mit ihren Verallgemeinerungen Gegenstand sowohl analytischer als auch algebraischer Forschung und Ausgangspunkt der Riemannschen Vermutung ist.

### Algebraische Zahlentheorie und arithmetische Geometrie
Einen der großen Meilensteine der Zahlentheorie bildete die Entdeckung des quadratischen Reziprozitätsgesetzes. Das Gesetz zeigt, dass man Fragen der Lösbarkeit diophantischer Gleichungen in den ganzen Zahlen durch den Übergang zu anderen Zahlbereichen einfacher lösen kann (quadratische Zahlkörper, gaußsche Zahlen). Hierzu betrachtet man endliche Erweiterungen der rationalen Zahlen, sogenannte algebraische Zahlkörper (woher auch der Name algebraische Zahlentheorie stammt). Elemente von Zahlkörpern sind Nullstellen von Polynomen mit rationalen Koeffizienten. Diese Zahlkörper enthalten den ganzen Zahlen analoge Teilmengen, die Ganzheitsringe. Sie verhalten sich in vieler Hinsicht wie der Ring der ganzen Zahlen. Die eindeutige Zerlegung in Primzahlen gilt allerdings nur noch in Zahlkörpern der Klassenzahl 1. Allerdings sind Ganzheitsringe Dedekindringe und jedes gebrochene Ideal besitzt daher eine eindeutige Zerlegung in Primideale. Die Analyse dieser algebraischen Zahlkörper ist sehr kompliziert und erfordert Methoden nahezu aller Teilgebiete der reinen Mathematik, insbesondere der Algebra, Topologie, Analysis, Funktionentheorie (insbesondere der Theorie der Modulformen), Geometrie und Darstellungstheorie. Die algebraische Zahlentheorie beschäftigt sich weiterhin mit dem Studium algebraischer Funktionenkörper über endlichen Körpern, deren Theorie weitgehend analog zur Theorie der Zahlkörper verläuft. Algebraische Zahl- und Funktionenkörper werden unter dem Namen „globale Körper“ zusammengefasst. Oft stellt es sich als fruchtbar heraus, Fragen „lokal“, d. h. für jede Primzahl p einzeln zu betrachten. Dieser Vorgang benutzt im Fall der ganzen Zahlen die p-adischen Zahlen, allgemein lokale Körper.
Für die Formulierung der modernen algebraischen Zahlentheorie sind die Sprache der homologischen Algebra und insbesondere die ursprünglich topologischen Konzepte der Kohomologie, Homotopie und der abgeleiteten Funktoren unerlässlich. Höhepunkte der algebraischen Zahlentheorie sind die Klassenkörpertheorie und die Iwasawa-Theorie.
Nach der Neuformulierung der algebraischen Geometrie durch Grothendieck und insbesondere nach Einführung der Schemata stellte es sich (in der zweiten Hälfte des zwanzigsten Jahrhunderts) heraus, dass die Zahlentheorie als ein Spezialfall der algebraischen Geometrie betrachtet werden kann. Die moderne algebraische Zahlentheorie wird daher auch als geometrische Zahlentheorie oder arithmetische Geometrie bezeichnet, in der der Begriff des Schemas eine zentrale Rolle spielt.
Zu jedem Zahlkörper gehört eine Zeta-Funktion, deren analytisches Verhalten die Arithmetik des Zahlkörpers widerspiegelt. Auch für die Dedekindschen Zeta-Funktionen ist die Riemannsche Vermutung im Allgemeinen unbewiesen. Für endliche Körper ist ihre Aussage in den berühmten Weil-Vermutungen enthalten und wurde von Pierre Deligne mit Mitteln der algebraischen Geometrie gelöst, wofür er 1978 die Fields-Medaille bekam.

### Algorithmische Zahlentheorie
Die algorithmische Zahlentheorie ist ein Zweig der Zahlentheorie, der mit dem Aufkommen von Computern auf breites Interesse stieß. Dieser Zweig der Zahlentheorie beschäftigt sich damit, wie zahlentheoretische Probleme algorithmisch effizient umgesetzt werden können. Wichtige Fragestellungen sind, ob eine große Zahl prim ist, die Faktorisierung großer Zahlen und die eng damit verbundene Frage nach einer effizienten Berechnung des diskreten Logarithmus. Außerdem gibt es inzwischen Algorithmen zur Berechnung von Klassenzahlen, Kohomologiegruppen und zur K-Theorie algebraischer Zahlkörper.

## Anwendungen der Zahlentheorie
Anwendungen der Zahlentheorie finden sich in der Kryptographie, insbesondere bei der Frage nach der Sicherheit der Datenübertragung im Internet. Hierbei finden sowohl elementare Methoden der Zahlentheorie (Primfaktorzerlegung, etwa bei RSA oder Elgamal) als auch fortgeschrittene Methoden der algebraischen Zahlentheorie wie etwa die Verschlüsselung über elliptische Kurven (ECC) breite Anwendung.
Ein weiteres Anwendungsgebiet ist die Codierungstheorie, die sich in ihrer modernen Form auf die Theorie der algebraischen Funktionenkörper stützt.

## Historische Entwicklung

### Zahlentheorie in der Antike und im Mittelalter
Die ersten schriftlichen Nachweise der Zahlentheorie reichen bis ca. 2000 v. Chr. zurück. Die Babylonier und Ägypter kannten in dieser Zeit bereits die Zahlen kleiner als eine Million, die Quadratzahlen und einige pythagoreische Tripel.
Die systematische Entwicklung der Zahlentheorie begann jedoch erst im ersten Jahrtausend v. Chr. im antiken Griechenland. Herausragendster Vertreter ist Euklid (ca. 300 v. Chr.), der die von Pythagoras erfundene Methode des mathematischen Beweises in die Zahlentheorie einführte. Sein berühmtestes Werk, die Elemente, wurde bis in das 18. Jahrhundert als Standardlehrbuch für Geometrie und Zahlentheorie verwendet. Die Bände 7, 8 und 9 beschäftigen sich dabei mit zahlentheoretischen Fragestellungen, unter anderem mit der Definition der Primzahl, einem Verfahren zur Berechnung des größten gemeinsamen Teilers (Euklidischer Algorithmus) und dem Beweis der Existenz unendlich vieler Primzahlen (Satz von Euklid).
Im 3. Jahrhundert nach Christus beschäftigte sich als Erster der griechische Mathematiker Diophantos von Alexandria mit den nach ihm später benannten Gleichungen, die er mit linearen Substitutionen auf bekannte Fälle zu reduzieren versuchte. Damit konnte er tatsächlich einige einfache Gleichungen lösen. Diophants Hauptwerk sind die Arithmetika.
Die Griechen warfen viele wichtige arithmetische Fragestellungen auf – die zum Teil bis heute ungelöst sind (wie z. B. das Problem der Primzahlzwillinge und das der vollkommenen Zahlen), oder deren Lösungen viele Jahrhunderte in Anspruch nahmen, und die exemplarisch für die Entwicklung der Zahlentheorie stehen.
Mit dem Untergang der griechischen Staaten erlosch auch die Blütezeit der Zahlentheorie in Europa. Aus dieser Zeit ist nur der Name des Leonardo di Pisa (Fibonacci, circa 1200 n. Chr.) nennenswert, der sich neben Zahlenfolgen und der Auflösung von Gleichungen durch Radikale auch mit diophantischen Gleichungen befasste.

### Zahlentheorie in der frühen Neuzeit
Der erste wichtige Vertreter der Zahlentheorie der Neuzeit war Pierre de Fermat (1607–1665). Er bewies den kleinen Satz von Fermat, untersuchte die Darstellbarkeit einer Zahl als Summe zweier Quadrate und erfand die Methode des unendlichen Abstiegs, mit der er den von ihm aufgestellten großen Satz von Fermat im Fall {\displaystyle n=4} lösen konnte. Der Versuch einer allgemeinen Lösung des großen Satzes inspirierte die Methoden der Zahlentheorie über die nächsten Jahrhunderte bis in die Moderne.
Das 18. Jahrhundert der Zahlentheorie wird vor allem von drei Mathematikern beherrscht: Leonhard Euler (1707–1783), Joseph-Louis Lagrange (1736–1813) und Adrien-Marie Legendre (1752–1833).
Eulers Gesamtwerk ist sehr umfangreich, und an dieser Stelle kann nur ein kleiner Teil seines zahlentheoretischen Wirkens genannt werden. Er führte die analytischen Methoden in die Zahlentheorie ein und fand auf diese Weise einen neuen Beweis für die Unendlichkeit der Menge der Primzahlen. Er erfand die zahlentheoretischen Funktionen, insbesondere die Eulersche φ-Funktion, untersuchte Partitionen und betrachtete bereits 100 Jahre vor Bernhard Riemann die Riemannsche Zeta-Funktion. Er entdeckte das quadratische Reziprozitätsgesetz (konnte es aber nicht beweisen), zeigte, dass die eulersche Zahl {\displaystyle e} irrational ist und löste den großen Satz von Fermat im Fall {\displaystyle n=3}.
Lagrange bewies den Satz von Wilson, begründete die systematische Theorie der Pellschen Gleichung und die Theorie der quadratischen Formen, die erst in der ersten Hälfte des 20. Jahrhunderts ihren Abschluss fand.
Legendre führte das Legendre-Symbol in die Zahlentheorie ein und formuliert das quadratische Reziprozitätsgesetz in seiner heutigen Form. Sein Beweis verwendet allerdings die Unendlichkeit der Menge der Primzahlen in arithmetischen Progressionen, die erst im Jahre 1832 von Peter Gustav Lejeune Dirichlet bewiesen wurde.
Die nächste große Zäsur in der Geschichte der Zahlentheorie wird durch das Wirken von Carl Friedrich Gauß (1777–1855) bestimmt. Gauß gab als Erster (sechs verschiedene) vollständige Beweise für das quadratische Reziprozitätsgesetz an. Er entwickelte Legendres Theorie der quadratischen Formen weiter und baute sie zu einer vollständigen Theorie aus. Er schuf die Arithmetik der quadratischen Zahlkörper, wobei er allerdings in den Begriffsbildungen der quadratischen Formen verwurzelt blieb. Auf diese Weise fand er das Zerlegungsgesetz der Primzahlen in {\displaystyle \mathbb {Z} [i]}, den gaußschen Zahlen. Ebenso untersuchte er zuerst die Kreisteilungskörper, d. h. die Lösungen der Gleichung {\displaystyle x^{p-1}=1}, und entwickelte den Kalkül der Gaußschen Summen, der bis heute große Bedeutung hat. Er entdeckte außerdem den gaußschen Primzahlsatz, konnte ihn allerdings nicht beweisen. Insgesamt kann man sagen, dass die Zahlentheorie erst durch Gauß eine selbständige und systematisch geordnete Disziplin geworden ist.

### Das 19. Jahrhundert
Vor allem das 19. Jahrhundert ist eine Blütezeit der analytischen Zahlentheorie. Unter Niels Henrik Abel (1802–1829), Carl Gustav Jacobi (1804–1851), Gotthold Eisenstein (1823–1852) und Peter Gustav Lejeune Dirichlet (1805–1859) wird die Theorie der elliptischen Funktionen entwickelt, die schließlich die Theorie der elliptischen Kurven auf ein völlig neues Fundament stellt. Dirichlet erfindet den Begriff der L-Reihe und beweist damit den Primzahlsatz in arithmetischen Progressionen. Dirichlet und Eisenstein verwenden die Theorie der Modulformen, um die Anzahl der Darstellungen einer Zahl als Summe von vier bzw. fünf Quadraten zu untersuchen. Der Einheitensatz von Dirichlet (der sich auch auf rein algebraischem Gebiet hervorgetan hat) ist heute einer der Grundpfeiler der algebraischen Zahlentheorie.
Bernhard Riemann (1826–1866) entdeckte und bewies die Funktionalgleichung der Riemannschen Zeta-Funktion und stellte tiefgreifende Vermutungen auf, die die analytische Eigenschaften dieser Funktion mit der Arithmetik in Verbindung brachten.
Sehr bedeutsam für die gesamte Mathematik war das kurze Wirken von Évariste Galois (1811–1832), der die Galoistheorie entwickelte und damit viele alte Fragen, wie die Quadratur des Kreises, die Konstruktion von n-Ecken mittels Zirkel und Lineal und die Auflösbarkeit von Polynomgleichungen durch Wurzelausdrücke klärte. Die Galoistheorie spielt heute in der Zahlentheorie eine exponierte Rolle.
In der algebraischen Schule des 19. Jahrhunderts sind vor allem Ernst Eduard Kummer (1810–1893), Leopold Kronecker (1823–1891) und Richard Dedekind (1831–1916) zu nennen. Diese begründeten zusammen die Eckpfeiler der modernen strukturellen Auffassung der Algebra, insbesondere die Theorie der Gruppen, Ringe und Ideale sowie der algebraischen Zahlkörper. Kronecker führte den Begriff eines Divisors ein und entdeckte die heute als Satz von Kronecker-Weber genannten Formel, wonach jede abelsche Erweiterung des rationalen Zahlkörpers in einem Kreisteilungskörper enthalten ist. Kummer bewies den großen Satz von Fermat für alle regulären Primzahlen, und Dedekind zeigte die Existenz von Ganzheitsbasen in Zahlkörpern.

### Das 20. Jahrhundert und die Moderne
Das 20. Jahrhundert brachte der Zahlentheorie endlich einige Lösungen, nach denen so lange geforscht wurde, nämlich:
- Die komplette Lösung des einfachsten (nicht-trivialen) Typs der Diophantischen Gleichung: der zu einer quadratischen Form gehörenden Gleichung.
- Mit Klassenkörpertheorie und Iwasawatheorie eine keineswegs vollständige, aber strukturell befriedigende Beschreibung der abelschen und zyklischen Zahlkörper, die zu einem allgemeinen Reziprozitätsgesetz für beliebige Potenzreste führte, dem Artinschen Reziprozitätsgesetz.
- Die (noch unbewiesene) Lösung des zweiteinfachsten Typs der Diophantischen Gleichung: den zu elliptischen Kurven gehörenden Gleichungen.

Bahnbrechend für die Zahlentheorie des 20. Jahrhunderts war die Entdeckung der p-adischen Zahlen durch Kurt Hensel. Aufbauend auf seinen Arbeiten konnten die Mathematiker Hermann Minkowski und Helmut Hasse das Problem der quadratischen Formen lösen: Eine quadratische Form {\displaystyle f(x,y)\in \mathbb {Q} [X,Y]} hat genau dann eine rationale Nullstelle {\displaystyle (x,y)\in \mathbb {Q} ^{2}}, wenn sie eine Nullstelle in jedem Körper {\displaystyle \mathbb {Q} _{p}} besitzt. Dieser berühmte Satz von Hasse-Minkowski liefert damit ein erstes Beispiel für ein Lokal-Global-Prinzip, das für die moderne Zahlentheorie sehr wichtig wurde.
Aufbauend auf den Arbeiten von Kummer wurde die Klassenkörpertheorie am Anfang des zwanzigsten Jahrhunderts von einer ganzen Reihe von Mathematikern entwickelt. Unter ihnen sind vor allem David Hilbert, Helmut Hasse, Philipp Furtwängler, Teiji Takagi und Emil Artin zu nennen, wobei Takagi den wichtigen Existenzsatz bewies, aus dem Artin sein berühmtes Reziprozitätsgesetz ableitete. Eine komplette Berechnung des Hilbertsymbols und damit die praktische Anwendung des Reziprozitätsgesetzes, gab jedoch erst der Mathematiker Helmut Brückner in der zweiten Hälfte des zwanzigsten Jahrhunderts. In die moderne Sprache der Gruppenkohomologie, abstrakten harmonischen Analysis und Darstellungstheorie wurde die Klassenkörpertheorie von Mathematikern wie John Tate und Robert Langlands übersetzt. Langlands vermutete weitgehende Verallgemeinerungen der Klassenkörpertheorie und legte so den Grundstein für das Langlands-Programm, das ein wichtiger Teil der aktuellen zahlentheoretischen Forschung ist.
Für zyklotomische Körper entwickelte schließlich Kenkichi Iwasawa die Iwasawa-Theorie, die diese Körper noch besser erklären konnte. Mit diesen Körpern werden gewisse p-adische L-Reihen verknüpft. Die Hauptvermutung der Iwasawatheorie, die die verschiedenen Möglichkeiten diese L-Reihen zu definieren für äquivalent erklärt, wurde für total-reelle Zahlkörper von Barry Mazur und Andrew Wiles am Ende der 1980er Jahre bewiesen.
Auch im Bereich der elliptischen Kurven machten die Zahlentheoretiker große Fortschritte. Louis Mordell untersuchte das Gruppengesetz für elliptische Kurven und zeigte, dass die Gruppe ihrer rationalen Punkte stets endlich erzeugt ist, eine einfache Version des Satzes von Mordell-Weil. Carl Ludwig Siegel konnte schließlich zeigen, dass jede elliptische Kurve nur endlich viele ganze Lösungen besitzt (Satz von Siegel). Damit war das Problem der ganzen und rationalen Punkte auf elliptischen Kurven angreifbar geworden.
Mordell vermutete, dass für Kurven des Geschlechts >1 (die keine elliptischen Kurven mehr sind) die Menge der rationalen Punkte immer endlich ist (Mordell-Vermutung). Dies bewies der deutsche Mathematiker Gerd Faltings, wofür er 1986 die Fields-Medaille bekam. Damit war gezeigt, dass die Gleichung des großen Satzes von Fermat höchstens endlich viele Lösungen haben konnte (der Satz sagt, dass es gar keine gibt).
Einen großen Durchbruch bedeuteten die Arbeiten von Bryan Birch und Peter Swinnerton-Dyer in der zweiten Hälfte des zwanzigsten Jahrhunderts. Sie vermuteten, dass eine elliptische Kurve genau dann unendlich viele rationale Lösungen besitzt, wenn ihre L-Reihe am Punkt {\displaystyle s=1} einen Wert ungleich Null annimmt. Dies ist eine sehr schwache Form der sogenannten Vermutung von Birch und Swinnerton-Dyer. Obwohl sie prinzipiell unbewiesen ist, gibt es starke theoretische und numerische Argumente für ihre Richtigkeit. In jüngster Zeit bewiesen Don Zagier und Benedict Gross ihre Gültigkeit für eine Vielzahl elliptischer Kurven.
Nicht unerwähnt bleiben soll der Beweis des Modularitätssatzes durch Christophe Breuil, Brian Conrad, Fred Diamond und Richard Taylor im Jahre 2001, nachdem ihn Andrew Wiles zuvor schon für die meisten elliptischen Kurven bewiesen hatte (1995). Aus dem (von Wiles bewiesenen) Teil des Modularitätssatzes geht insbesondere hervor, dass der große Satz von Fermat wahr ist.

## Wichtige Zahlentheoretiker
- Emil Artin (1898–1962), österreichischer Mathematiker
- Alan Baker (1939–2018), britischer Mathematiker
- Harold Davenport (1907–1969), englischer Mathematiker
- Richard Dedekind (1831–1916), deutscher Mathematiker
- Diophantos von Alexandria, griechischer Mathematiker
- Peter Gustav Lejeune Dirichlet (1805–1859), deutscher Mathematiker
- Gotthold Eisenstein (1823–1852), deutscher Mathematiker
- Paul Erdős (1913–1996), ungarischer Mathematiker
- Euklid, griechischer Mathematiker
- Leonhard Euler (1707–1783), Schweizer Mathematiker und Physiker
- Gerd Faltings (* 1954), deutscher Mathematiker
- Pierre de Fermat (1607–1665), französischer Mathematiker und Jurist
- Gerhard Frey (* 1944), deutscher Mathematiker
- Philipp Furtwängler (1869–1940), deutscher Mathematiker
- Évariste Galois (1811–1832), französischer Mathematiker
- Carl Friedrich Gauß (1777–1855), deutscher Mathematiker, Statistiker, Astronom, Geodät und Physiker
- Sophie Germain (1776–1831), französische Mathematikerin
- Alexander Grothendieck (1928–2014), deutschstämmiger französischer Mathematiker
- Jacques Salomon Hadamard (1865–1963), französischer Mathematiker
- Godfrey Harold Hardy (1877–1947), britischer Mathematiker
- Helmut Hasse (1898–1979), deutscher Mathematiker
- Erich Hecke (1887–1947), deutscher Mathematiker
- Kurt Hensel (1861–1941), deutscher Mathematiker
- Charles Hermite (1822–1901), französischer Mathematiker
- David Hilbert (1862–1943), deutscher Mathematiker
- Kenkichi Iwasawa (1917–1998), japanischer Mathematiker
- Carl Gustav Jacob Jacobi (1804–1851), deutscher Mathematiker
- Leopold Kronecker (1823–1891), deutscher Mathematiker.
- Ernst Eduard Kummer (1810–1893), deutscher Mathematiker und Hochschullehrer
- Joseph-Louis Lagrange (1736–1813), italienischer Mathematiker und Astronom
- Serge Lang (1927–2005), französisch-amerikanischer Mathematiker
- Adrien-Marie Legendre (1752–1833), französischer Mathematiker.
- Franz Lemmermeyer (* 1962), deutscher Mathematiker, Mathematikhistoriker und Mathematiklehrer
- John Edensor Littlewood (1885–1977), englischer Mathematiker
- Yuri Manin (1937–2023), russischer Mathematiker
- Juri Wladimirowitsch Matijassewitsch (* 1947), russischer Mathematiker und Informatiker
- Barry Mazur (* 1937), US-amerikanischer Mathematiker
- Hermann Minkowski (1864–1909), deutscher Mathematiker und Physiker
- Louis Mordell (1888–1972), amerikanisch-britischer Mathematiker
- Srinivasa Ramanujan (1887–1920), indischer Mathematiker
- Bernhard Riemann (1826–1866), deutscher Mathematiker
- Klaus Friedrich Roth (1925–2015), britischer Mathematiker
- Igor Rostislawowitsch Schafarewitsch (1923–2017), russischer Mathematiker
- Atle Selberg (1917–2007), norwegisch-US-amerikanischer Mathematiker
- Jean-Pierre Serre (* 1926), französischer Mathematiker
- Gorō Shimura (1930–2019), japanisch-US-amerikanischer Mathematiker
- Carl Ludwig Siegel (1896–1981), deutscher Mathematiker
- Peter Swinnerton-Dyer (1927–2018), englischer Mathematiker
- Teiji Takagi (1875–1960), japanischer Zahlentheoretiker
- Yutaka Taniyama (1927–1958), japanischer Mathematiker
- Terence Tao (* 1975), australisch-US-amerikanischer Mathematiker
- John T. Tate (1925–2019), US-amerikanischer Mathematiker
- Pafnuti Lwowitsch Tschebyschow (1821–1894), russischer Mathematiker
- Charles-Jean de La Vallée Poussin (1866–1962), belgischer Mathematiker
- André Weil (1906–1998), französischer Mathematiker
- Hermann Weyl (1885–1955), deutscher Mathematiker, Physiker und Philosoph
- Andrew Wiles (* 1953), britischer Mathematiker
- Iwan Matwejewitsch Winogradow (1891–1983), russischer Mathematiker
- Don Zagier (* 1951), amerikanischer Mathematiker